# Othello (Lovis Corinth)
Das Gemälde Othello, auch Matrose, des deutschen Malers Lovis Corinth zeigt einen schwarzen Hafenarbeiter oder Matrosen aus dem Hafen der Stadt Antwerpen als Brustporträt und wurde im Jahr 1884 gemalt. Der Künstler selbst betitelte das Gemälde rechts oben mit den Worten: „Un Othello“. Seit 1953 befand es sich im Lentos Kunstmuseum Linz, 2015 wurde es restituiert und im gleichen Jahr versteigert.

## Bildbeschreibung
Vor einem tiefgrauen Hintergrund ist ein dunkelhäutiger Mann dargestellt, der den Oberkörper leicht zur linken Seite dreht; das Gesicht ist dem Betrachtenden zugewendet. Er trägt ein löchriges Wollhemd mit roten und weißen Querstreifen und weitem Kragen, das sehr grob gemalt ist. Von den Armen sind nur die Oberarme und rechts ein Stück des Unterarms sichtbar, das Hemd endet kurz vor dem Ellbogengelenk.
Durch die dunkle Hautfarbe und das schwarze Haar sowie den schwarzgrauen Hintergrund sind die Gesichtszüge nur undeutlich zu erkennen, das Haar geht in den Hintergrund über. Das Gesicht selbst wird durch starke Lichter in Unruhe versetzt.
Das Bild ist im linken oberen Bildfeld im Hintergrund signiert mit den Worten
Lovis Corinth Anvers 84
und auf der rechten Seite mit
Un Othello
überschrieben.

## Hintergrund und Deutung
Das Bild ist ein Frühwerk Corinths und wurde auf einer Reise in Antwerpen gemalt. Corinth ging 1884 für drei Monate nach Antwerpen und studierte dort bei Paul Eugène Gorge, in dessen Atelier er auch dieses Bild sowie ein Porträt des Malers Paul Eugène Gorge (BC 22) fertigte. Im selben Jahr konnte er mit seinem Gemälde Das Komplott (gemalt in München) seinen ersten internationalen Erfolg verbuchen: Das Bild wurde auf einer Ausstellung in London mit einer Bronzemedaille ausgezeichnet (diese Auszeichnung wird von Ulrike Lorenz angezweifelt) und 1885 im Salon de Paris gezeigt. Bei dem porträtierten Mann handelt es sich um einen Hafenarbeiter oder Matrosen aus dem Hafen von Antwerpen. Lothar Brauner stellt dabei das Bild in die Tradition und unter den Einfluss von Frans Hals, betont jedoch, dass Corinth dessen Bilder wahrscheinlich nicht gekannt hat.

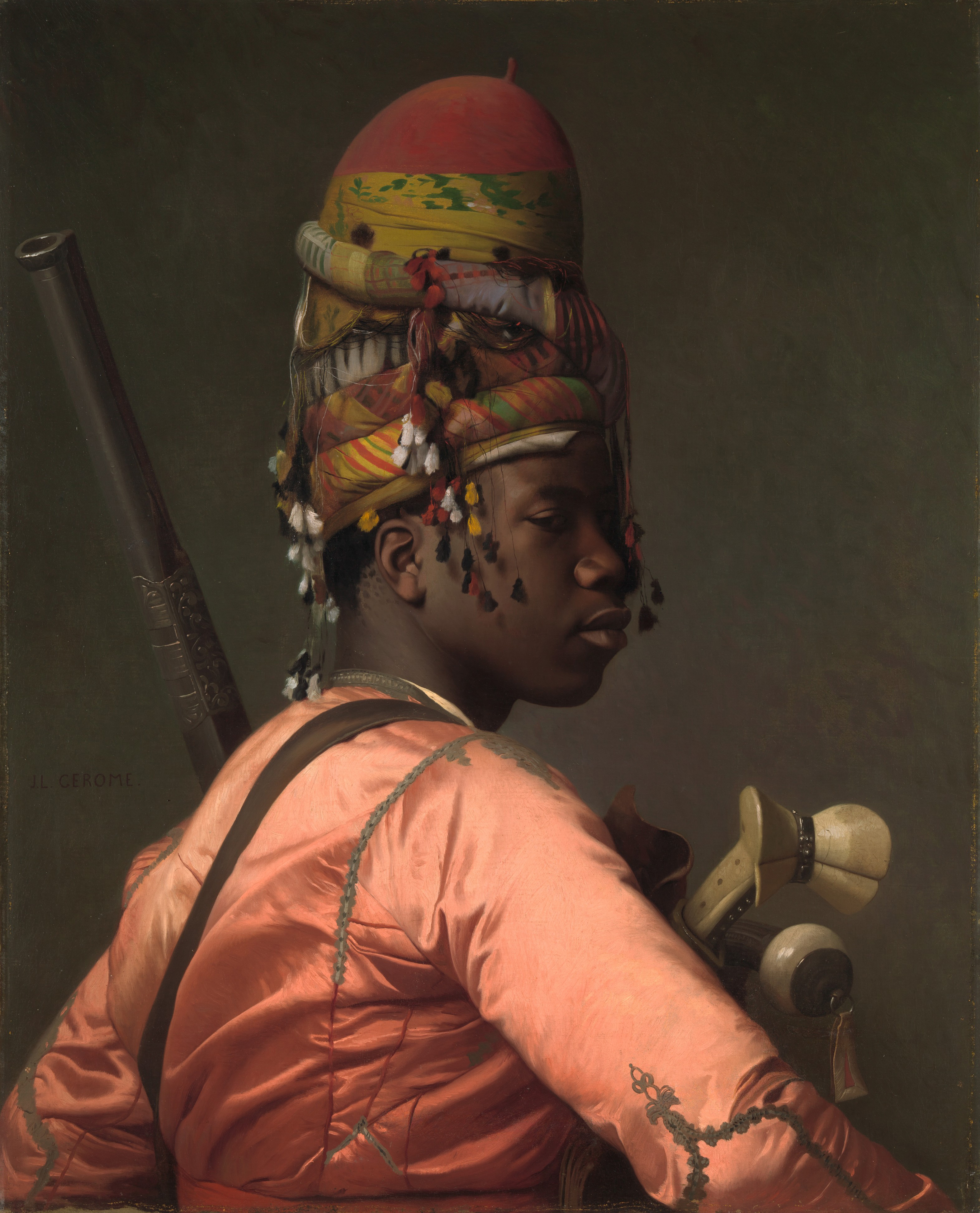
Jean-Léon Gérôme: Ein Baschi-Bosuk (1869)

Gross verglich das Bild »Othello« mit dem dem Orientalismus zuzuordnenden Werk Ein Baschi-Bosuk von Jean-Léon Gérôme, um die Unterschiede der Bildnisse schwarzer Männer vor allem im Bezug auf die Sinnlichkeit der Bilder herauszustellen. Im Vergleich zu Corinths Othello zeigt der von Gérôme porträtierte schwarze Soldat „Ruhe, Sicherheit, Stolz, bekräftigt durch die Respekt einflößende Montur“ während Othello erregt wirkt. Die formale Sinnlichkeit des Gérôme-Bildes ist geprägt durch eine zurückhaltende Darstellung und feine Abstimmung der Hell-Dunkel-Verteilung während bei Corinth eine „bewußte Auflösung in Farbflecken und Fleckzonen“ sowie die Nutzung heftiger Pinselzüge das Bild beherrscht. Die durch das grobe Hemd und die Lichter im Gesicht vorhandenen starken Hell-Dunkel-Gegensätze versetzen das Bild in Unruhe. Nach Gross’ Analyse gehört Corinths Porträt „in der humanistischen Tradition der psychologisch vertieften Negerdarstellung von Rembrandt van Rijn und Frans Hals bis zu Géricault“ „dem ‚modernen‘, nach unmittelbarer Lebenswahrheit strebenden Realismus an.“
Nach Andrea Bärnreuther scheint das Bild „in der ungewöhnlichen Direktheit Trübners Mohrenbildnissen (1873) das distanzierende Moment zu entreißen.“

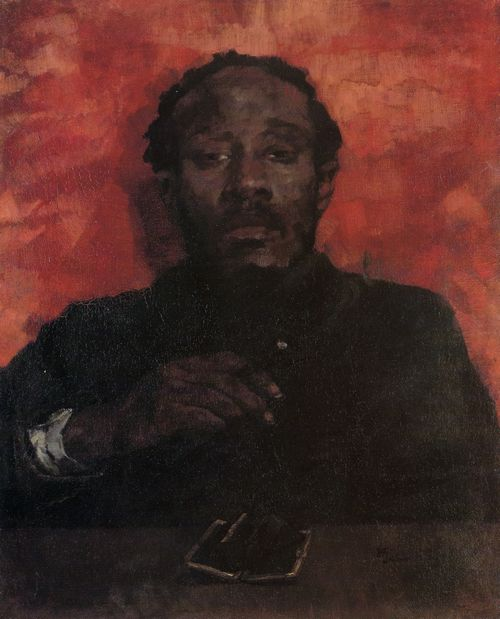
Wilhelm Trübner: Rauchender Mohr (1873)
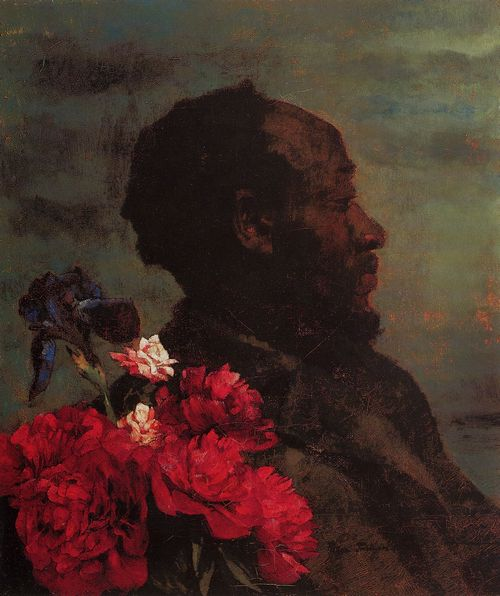
Wilhelm Trübner: Mohr mit Pfingstrosen (1873)

## Provenienz und Ausstellungen

### Provenienz
Das Gemälde Othello befand sich zuerst im Privatbesitz von R. Brackl in München, anschließend bei F. Dägling in Königsberg (heute Kaliningrad), Heinrich Thannhauser in München und Jean Baer in Berlin. Nach dessen Tod 1930 war es im Besitz seiner Witwe Ida Baer, die 1942 in das KZ Theresienstadt deportiert und ermordet wurde. Es ist unklar, wie es im weiteren Verlauf in den Besitz des Kunstsammlers Wolfgang Gurlitt in München gelangte. 1953 wurde das Gemälde zusammen mit einem weiteren Werk Corinths von der Neuen Galerie der Stadt Linz (heute Lentos Kunstmuseum Linz) von Gurlitt erworben. Beide Gemälde wurden 2015 von dem Museum an die Erben von Jean und Ida Baer restituiert und im Auftrag dieser am 21. Mai 2015 bei einer Auktion des Auktionshauses Sotheby’s in London für einen Preis von 353.000 britischen Pfund verkauft.

### Ausstellungen
Corinths Othello wurde entsprechend des Werkverzeichnisse 1923 in der Berliner Nationalgalerie zum ersten Mal öffentlich ausgestellt. 1926, ein Jahr nach dem Tod von Lovis Corinth, war es zudem Teil einer Gedächtnisausstellung in der Nationalgalerie und wurde damit zum letzten Mal vor dem Zweiten Weltkrieg gezeigt.
Nach dem Zweiten Weltkrieg war Othello 1958 in der Stadthalle Wolfsburg sowie im gleichen Jahr in der Kunsthalle Basel und in der Städtische Galerie in München zu sehen. Die Neue Galerie Linz zeigte das Bild 1960 und der Badische Kunstverein in Karlsruhe 1967. 1975 war es wieder Bestandteil einer Ausstellung in der Städtischen Galerie im Lenbachhaus in München. 1985  war das Bild Bestandteil der Ausstellung Symboles et Réalités: La Peinture allemande 1848-1905 im Musée du Petit Palais in Paris. 1992 wurde es im Kunstforum Wien und danach bis Anfang 1993 im Niedersächsischen Landesmuseum Hannover gezeigt. 1996 war es Bestandteil einer umfangreichen Retrospektive zum Werk von Lovis Corinth in der Nationalgalerie in Berlin, dem Haus der Kunst in München sowie der Tate Gallery in London und dem Saint Louis Art Museum.

## Belege
1. 1 2 3 4 5 6 7  Charlotte Berend-Corinth: Lovis Corinth. Werkverzeichnis. Neu bearbeitet von Béatrice Hernad. Bruckmann Verlag, München 1958, 1992; BC 19, S. 57. ISBN 3-7654-2566-4.
Nach dem Werkverzeichnis von Charlotte Berend-Corinth zeigt das Bild einen „Neger in rot-weiß gestreiftem Wollhemd.“
2. 1 2 3 4  Friedrich Gross: Die Sinnlichkeit der Malerei Corinths.  In: Zdenek Felix (Hrsg.): Lovis Corinth. 1858–1925. DuMont Buchverlag Köln 1985; S. 40–41. ISBN 3-7701-1803-0.
3. ↑  Charlotte Berend-Corinth: Lovis Corinth. Werkverzeichnis. Neu bearbeitet von Béatrice Hernad. Bruckmann Verlag, München 1958, 1992; BC 22, S. 58. ISBN 3-7654-2566-4.
4. ↑  Ulrike Lorenz: Lovis Corinth (185-1925). In: Ulrike Lorenz, Marie-Amélie zu Salm-Salm, Hans-Werner Schmiedt (Hrsg.): Lovis Corinth und die Geburt der Moderne. Kerber Verlag Bielefeld 2008; S. 210–211. ISBN 978-3-86678-177-1.
5. 1 2  Peter Brauner: Neger »Othello« In: Peter-Klaus Schuster, Christoph Vitali, Barbara Butts (Hrsg.): Lovis Corinth.  Prestel München 1996; S. 100–101. ISBN 3-7913-1645-1.
6. 1 2  Andrea Bärnreuther: Biographie In: Peter-Klaus Schuster, Christoph Vitali, Barbara Butts (Hrsg.): Lovis Corinth.  Prestel München 1996; S. 100–101. ISBN 3-7913-1645-1.
7. ↑  Lentos Kunstmuseum Linz (Hrsg.): Provenienzforschung am Lentos Kunstmuseum Linz. Zwischenbericht Oktober 2019. Linz Oktober 2019, S. 6 (lentos.at [PDF]).
8. 1 2  Lovis Corinth: Matrose (Sailor) bei der Auktion 19th Century European Paintings am 21. Mai 2015 bei Sotheby’s, London; abgerufen am 1. Mai 2023.